# Amastigia texta
Amastigia texta is een mosdiertjessoort uit de familie van de Candidae. De wetenschappelijke naam van de soort is, als Cellaria texta, voor het eerst geldig gepubliceerd in 1816 door Lamarck.